# ゾフィー・アーデルハイト・イン・バイエルン
ゾフィー・アーデルハイト・イン・バイエルン（ドイツ語: Sophie Adelheid Herzogin in Bayern, 1875年2月22日 - 1957年9月4日）は、ドイツ・バイエルン王家の傍系バイエルン公爵 (Herzog in Bayern) 家の公女。全名はゾフィー・アーデルハイト・ルドヴィカ・マリア (Sophie Adelheid Ludovika Maria) 。ベルギー王妃エリザベートの姉である。
バイエルン公爵家の当主カール・テオドールと、その2番目の妻でポルトガルの廃王ミゲル1世の娘であるマリア・ジョゼの間の第1子、長女として生まれた。父にとっては2番目の娘である。1898年7月26日にゼーフェルト城において、テーリンク＝イェッテンバッハ伯爵家の当主ハンス・ファイト（1862年 - 1929年）と結婚した。夫妻の間には以下の2男1女が生まれた。
- カール・テオドール（1900年 - 1967年） - 1934年、ギリシャ王女エリサヴェトと結婚。
- マリー・ジョゼ・アントニア・フランツィスカ・エリーザベト・ガブリエーレ・ギーゼラ（1902年 - 1988年）
- ハンス・ヘリベルト・ヴィルヘルム・ファイト・アドルフ（1903年 - 1977年） - 1938年にVictoria Lindpaintnerと結婚（1947年婚姻無効）。1947年にマリア・インマクラータ・ヴァルトボット・フォン・バッセンハイム男爵夫人（オーストリア大公フリードリヒの孫娘）と再婚。